# Gennach (Fluss)
Die Gennach ist mit einer Länge von 47 km der längste Fluss des Ostallgäus sowie der längste Nebenfluss der Wertach.
Ihr Einzugsgebiet (422,65 km²) liegt im Regierungsbezirk Schwaben in Bayern (Deutschland).
Die Quelle der Gennach ist nahe dem Fennenberg bei Bernbach (Gemeinde Bidingen).
Die Gennach ist ein Gewässer der II. Ordnung ab dem Zusammenfluss des Hauptflusses und des bis dahin längeren Hühnerbaches (47° 59′ 9″ N, 10° 43′ 50″ O) bei Ummenhofen (Gemeinde Jengen), der seinen Ursprung in der Nähe von Rettenbach am Auerberg hat.
Sie durchfließt 11 Gemeinden und die Stadt Buchloe sowie das Stadtgebiet von Schwabmünchen, wo die Gennach in Wertachau von rechts in die Wertach mündet.

## Name
Der Name ist ein Kompositum mit dem Grundwort althochdeutschen Wort -aha mit der Bedeutung 'Fließgewässer' und dem Genitiv des Personennamens Genno.

## Zuflüsse und Abzweige
Von der Quelle zur Mündung. Auswahl.
- Moosrainbach, von rechts nach und gegenüber von Mauerstetten-Mooshütte
- Röllbächel, von rechts bei Stöttwang-Hammerschmiede
- Reichenbach, von rechts bei Stöttwang-Reichenbach
- (Zufluss), von links in Westendorf-Dösingen
- Hühnerbach, von rechts bei Jengen-Ummenhofen
- Hungerbach, von links nahe Amberg
- → (Abgang des Lüßgrabens oder Kleinen Hungerbachs), nach links vor Lamerdingen
- Schanzgraben, von rechts noch vor Lamerdingen
- ← (Rückfluss des Kleinen Hungerbachs), von links nach Lamerdingen. Der linke Ast Schwarzbach des Zuflusses trennt sich kurz vor dem Rückfluss nach links und läuft zur Wertach
- Eggartgraben, von rechts in Gennach
- Bierbächle, von links am Ortsanfang von Hiltenfingen
- → (Abzweig), nach links in Hiltenfingen; mündet nach kurzem Lauf in die schon nahe Wertach
- (Abfluss der Saugrieslequelle), von rechts kurz vor Schwabmünchen-Wertachau

## Ortschaften und Städte
Die Gennach fließt durch folgende Ortschaften, bzw. an folgenden Ortschaften vorbei:
- Gennachsäge (Gemeinde Biessenhofen)
- Bernbach (Gemeinde Bidingen)
- Hammerschmiede (Gemeinde Stöttwang)
- Gennachhausen (Gemeinde Stöttwang)
- Reichenbach (Gemeinde Stöttwang)
- Goldgrube (Gemeinde Stöttwang)
- Thalhofen an der Gennach (Gemeinde Stöttwang)
- Linden (Gemeinde Stöttwang)
- Dösingen (Gemeinde Westendorf)
- Westendorf
- Gutenberg (Gemeinde Oberostendorf)
- Schwäbishofen (Gemeinde Germaringen)
- Eurishofen (Gemeinde Jengen)
- Hl. Kreuzmühle (Gemeinde Jengen)
- Koneberg (Gemeinde Jengen)
- Ummenhofen (Gemeinde Jengen)
- Wiesmühle (Gemeinde Jengen)
- Jengen
- Urbansfeld (Gemeinde Jengen)
- Schöttenau (Stadt Buchloe)
- Lindenberg (Stadt Buchloe)
- Buchloe
- Eschenlohmühle (Gemeinde  Lamerdingen)
- Kreuzhof (Gemeinde Lamerdingen)
- Lamerdingen
- Einöde (Gemeinde Langerringen)
- Gennachermühle (Gemeinde Langerringen)
- Gennach (Gemeinde Langerringen)
- Bichl (Gemeinde Langerringen)
- Hiltenfingen
- Hiltenfinger Keller (Gemeinde Hiltenfingen)
- Wertachau (Stadt Schwabmünchen)